# 留下書舍
留下書舍（英語：Have A Nice Stay）是香港的一間獨立書店，位於太子西洋菜南街228號唐四樓，由五名曾從事傳媒工作的人士於2022年創立。
書店期望能創造一個空間，為「留下來的人」提供一個歇息、圍爐之地；同時亦希望透過選書，為造訪者傳播有關新闻学的知識，提升他們的媒體素養水平。

## 歷史
留下書舍的五名創辦人曾任職與傳媒有關的工作，但後來因不同原因而失業。他們曾經思考過應否繼續留在香港生活，但顧及外國工作的不明朗性，加上自身對於香港的那份愛，便有了一種「留下來」的想法。據創辦人之一Kris指出，香港應該有一個屬於傳媒工作者的地方，讓他們可以在工餘時間休息，訴說心中事。然而，他亦認為香港人皆有著一種「為『留下的人』提供一個地方」的想法，而選址太子亦因其交通便利，能吸引居於不同地方的造訪者前往。
鑒於這種原因，五人決定花下10萬港元開設書店。在選址的過程中，他們曾透過搜索土地註冊處等資料，以得悉書店擬址所在建築物的業權和日後發展情況。然而，曾擔任記者的他們，卻不懂接駁電線、木工等裝修技能，即使看過線上的視頻後亦毫無幫助。後來他們得到中學同學、前記者同業等幫忙，協助搬運、裝修等工作，憾動了他們的心；除此以外，他們亦曾到訪多間獨立書店，以了解它們的營運特色。經過一輪準備工作，該書店於2022年5月25日正式試業。

### 名稱由來
|                          | 我們要繼續留下書寫。選擇留下，選擇好好生活，好好地做點事。 |
| ——岑蘊華，留下書舍創辦人 |                                                            |

據創辦人指出，他們曾以書店經營的方向出發，希望能以「新闻」、「紀錄」有關的名稱為書店命名，但發覺若加上「書店」二字，會有一點奇怪的感覺。一天晚上，他們突然回想起「記者的職責是甚麼」這一問題，便聯想到「留下」二字；加上「書舍」（粵拼：syu1 se3）二字與粤语中的「書寫」（粵拼：syu1 se2）讀音相近，二者結合，便成了書店的名稱「留下書舍」。

## 書店特色

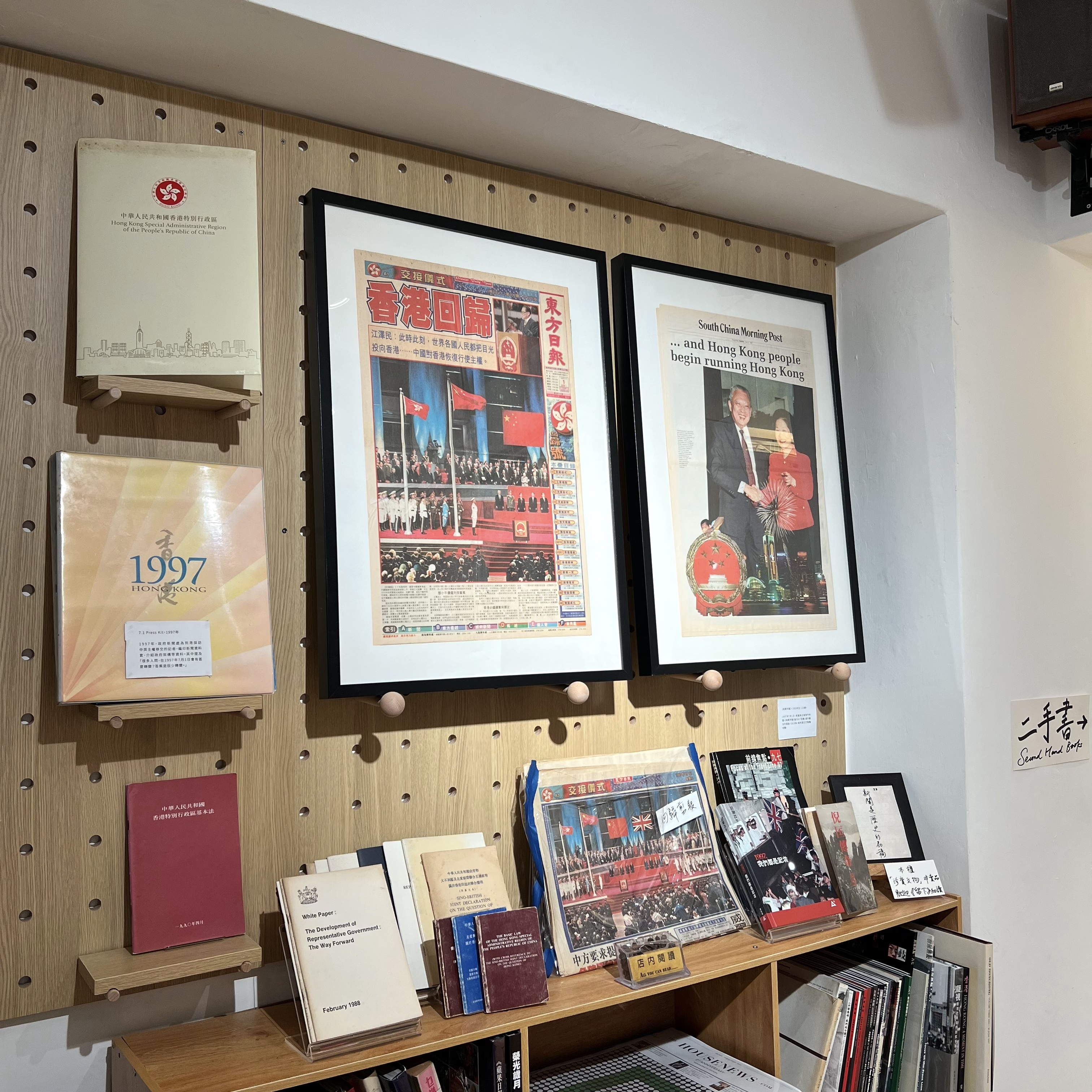
放置於書店內的昔日報章剪報

鑒於書店創辦人的背景，該書店所售賣的書籍主要與新闻学、报告文学有關，亦有一些文學、历史、哲学類書籍。在約600平方呎的書店空間中，擺放了不少與傳媒行業有關的遺物，包括前區議員和記者曾用以工作的木桌、黑板，以及一些昔日報章剪報等。而在窗邊的長桌上，亦放有留言冊，供造訪者透過文字，為其他造訪書店的人帶來點點鼓勵。

## 各界反應

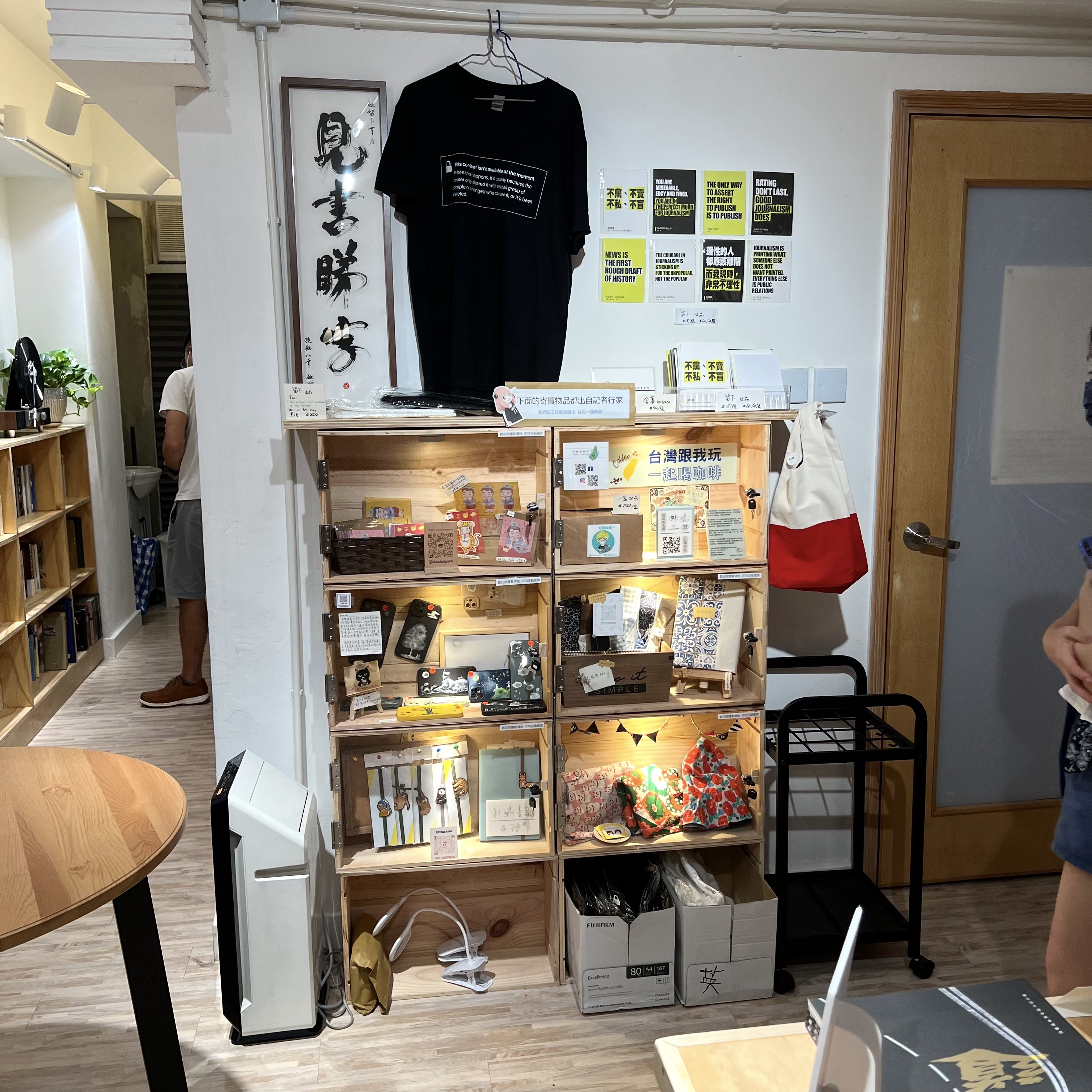
除書籍外，該書店亦有售賣自家及記者同業製造的寄售品

鑒於創辦者的「前記者」身份，該書店在籌備之時除了得到前記者同業等人協助裝修、搬運外，不同出版社、發行商亦有提供支援，包括捐贈書籍供書店售賣等；此外，亦有曾任職传媒业的老一輩借出昔日報章剪報和具歷史意義的出版物，供該店展出。
在書店營運初期，由於2019冠状病毒病疫情導致物流運輸出現阻滯，以致一批從臺灣訂購的書籍未能於開業之際同步開售。雖然當時售賣的書籍數量有限，但仍無阻造訪者於試業首天光顧該店，店內僅有的已上架書籍幾近一掃而空。故此，經營者有一段時間也得要像日本魚市場的魚類販賣業者般四處搜尋新的書源，別讓造訪者撲空而回。
2022年7月，香港貿易發展局在未有透露原因的情況下，拒絕山道文化等出版社參加香港書展，雖然令該年書展的吸引力有所下降，但其流露出的閱讀風氣卻吸引人們造訪書店。據創辦人之一Kris指出，他們安排部份於書展期間出版的書籍於該店販賣，吸引不少造訪者前往書店購買，估計該期的銷售額較平常高出逾一倍。

## 外部連結
- 留下書舍的Facebook專頁
- 留下書舍的Instagram帳戶